# HMS Pelican (L86)
Pour les articles homonymes, voir HMS Pelican.
Le HMS Pelican est un sloop de la classe Egret de la Royal Navy.

## Histoire
Le Pelican est assigné à la Fishery Protection Squadron puis, au début de la Seconde Guerre mondiale, à la défense des convois en mer du Nord. En avril 1940, il prend part à la campagne de Norvège et est gravement endommagé par les bombardements aériens à Narvik.
Après réparation, le Pelican sert de nouveau à la protection de convois mais il passe le plus souvent l'année 1941 en réparation à la suite d'une action ennemie et des dégâts accidentels.
En janvier 1942, le Pelican est assigné au 45e groupe d'escorte aux convois SL vers la Sierra Leone. En juillet 1942, il participe à la destruction du U-136 pendant une escorte. En octobre, il sert dans la défense de l'opération Torch.
Après des réparations et une rénovation, il est assigné au 1er groupe de support, chargé de renforcer les convois attaqués. En mai 1943, le groupe a rejoint la bataille autour du convoi ONS-5, causant le naufrage du U-438. En juin, lors du convoi ONS-10, le Pelican coule l'U-334. En automne 1943, le 1er groupe de support est à Gibraltar, mais agit peu.
En mars 1944, après une légère rénovation, le Pelican sert dans le 7e groupe d'escorte dans le golfe de Gascogne. Lui et le NCSM Swansea coulent le 14 avril l''U-448 au large des Açores. En juin 1944, le Pelican est présent au débarquement de Normandie, dans l'escorte des troupes puis des blessés avec l'Angleterre. Après la fin de la guerre en Europe, il est assigné à la British Pacific Fleet.
Sur le trajet, le Pelican est accidenté à Aden et est mis de côté un an pour des réparations.
Après la guerre, le Pelican reste en service dans la Mediterranean Fleet. Il est basé à Malte dans la 2e escadre de frégates. L'escadre fait des patrouilles empêchant les immigrants illégaux avant la fondation de l'État d'Israël. En 1951, le Pelican est retiré du service.
Remis en service, il sert dans l'Atlantique sud avant d'un retrait définitif en 1956 et la démolition en 1958.